# Pierre Louis Dulong
Pierre Louis Dulong fue un químico francés, (Ruan, 12 de febrero de 1785 - París, 19 de julio de 1838), que encontró la relación entre el calor específico de un elemento y su peso atómico.

## Biografía
En sus comienzos ejerció la medicina sin cobrar nada por sus servicios especialmente entre los más necesitados, por lo que no parece extraño que fracasara en esta profesión. Posteriormente se dedicó a la Química, arruinándose al gastarse todo el dinero que poseía en comprar el instrumental apropiado.
En 1813 tuvo la mala suerte de descubrir de forma accidental el tricloruro de nitrógeno, un compuesto altamente explosivo y muy delicado de manejar, que le costó la pérdida de la vista en un ojo y casi una mano en dos explosiones, a pesar de lo cual continuó sus experimentos.
Fue ayudante de Claude Louis Berthollet (con quien intervino activamente en el desarrollo de los trabajos de la Sociedad de Arcueil), y más tarde profesor de física en la Escuela Politécnica (1820) y director de la misma (1830).
Los trabajos más importantes de Dulong en el campo de la física los llevó a cabo conjuntamente con Alexis Thérèse Petit, profesor de física de la Escuela Politécnica. En 1817 ambos mostraron que la ley de Newton de la refrigeración era verdadera sólo para pequeñas diferencias de temperatura. Su trabajo sobre la medida de la temperatura y de la transferencia de calor (1818) fue premiado por la Academia francesa. 
Su trabajo más importante se basó en las experiencias que realizaron sobre dilatación y medida de las temperaturas, transferencia del calor y calor específico de los gases, que les condujo a establecer la ley empírica sobre los calores específicos conocida como «ley de Dulong y Petit» (1819), que posteriormente sería utilizada en la determinación de pesos atómicos. Berzelius, con quien había estudiado Dulong de joven, terminó por aceptarla después de algunas dudas iniciales.

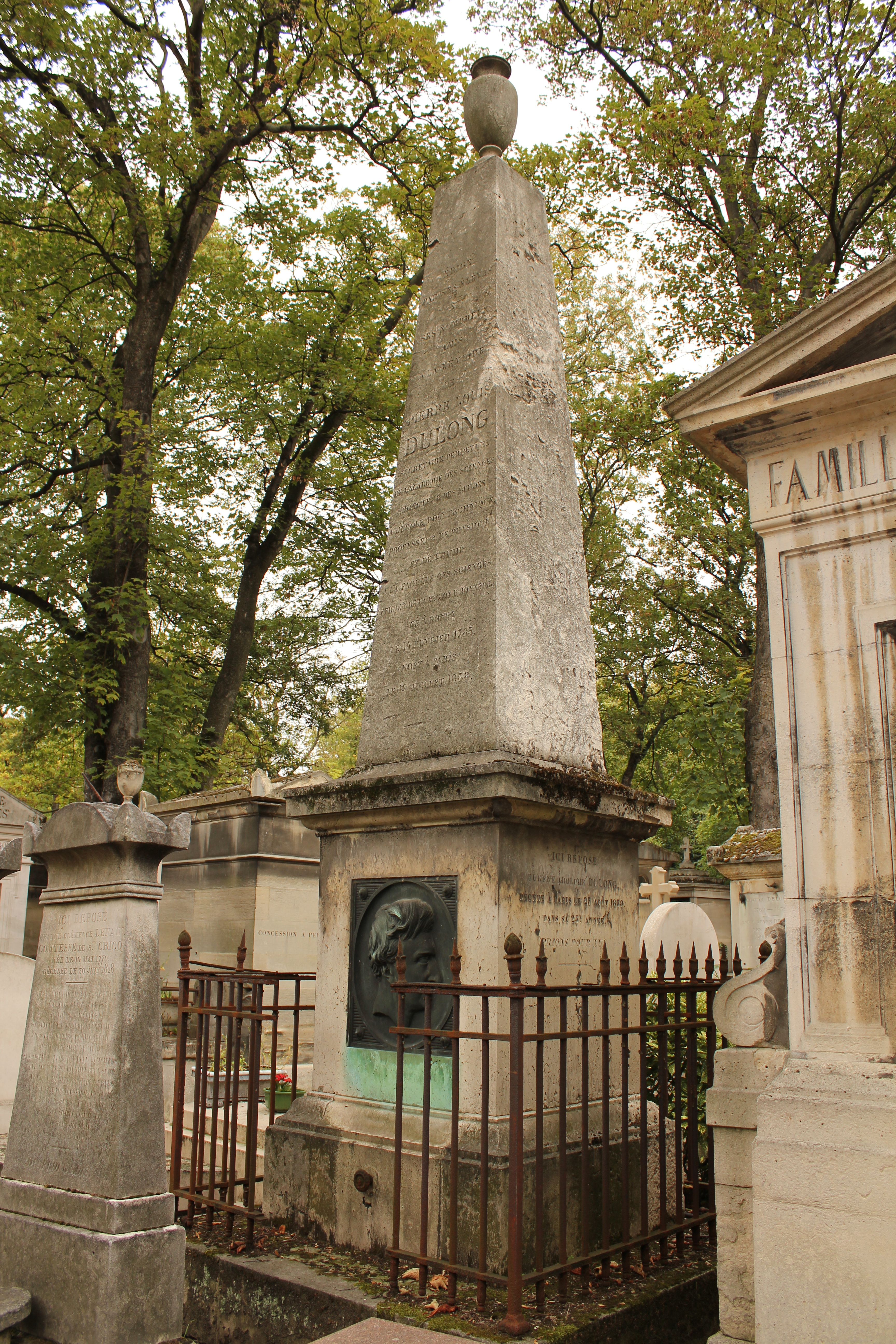
Tumba de Dulong en el cementerio del Pere Lachaise.

En 1820 en un artículo con Berzelius se ocupó de la densidad de los fluidos y del agua. Con Louis Jacques Thénard exploró las propiedades de ciertos metales para facilitar las combinaciones químicas de los gases.
En 1826 fue elegido miembro extranjero de la Royal Society.
Dulong en 1829 encontró que, en las mismas condiciones de presión y temperatura, volúmenes iguales de todos los gases desprenden o absorben la misma cantidad de calor cuando se dilatan o comprimen rápidamente a la misma fracción de sus volúmenes iniciales. Dedujo también que los cambios de temperatura que acompañan estos cambios son inversamente proporcionales a las capacidades caroríficas de los gases a volumen constante.
Con François Arago publicó un estudio de la elasticidad del vapor a altas temperaturas (1830). Su último artículo (1838) describe los experimentos que realizó para determinar el calor desarrollado en una reacción química.

## Trabajos
- Wikisource contiene obras originales de o sobre Pierre Louis Dulong.

La mayor parte de sus escritos los publicó en Annales de chimie et de physique:
- Recherches sur la décomposition mutuelle des sels insolubles et des sels solubles (Annales de Chimie, t. LXXXII)
- Mémoire sur une nouvelle matière détonante (Mémoires de la Société d’Arcueil, t. III)
- Recherches sur les lois de la dilatation des solides, des liquides et des fluides élastiques, et sur la mesure exacte des températures (Annales de Chimie et de Physique, t. II)
- Observations sur quelques combinaisons de l’azote et de l’oxygène (ibid.)
- Mémoire sur les combinaisons du phosphore avec l’oxygène (Mémoires de la Société d’Arcueil, t. III)
- Recherches sur la mesure des températures et sur les lois de la communication de la chaleur (Annales de Chimie et de Physique, t. VIl)
- Recherches sur quelques points importants de la théorie de la chaleur (ibid., t. X)
- Nouvelle détermination des proportions de l’eau et de la densité de quelques fluides élastiques (ibid.,t. XV)
- Notes sur la propriété que possèdent quelques métaux de faciliter la combinaison des fluides élastiques (Mémoires de l’Institut, t. V)
- Recherches sur les pouvoirs réfringents des fluides élastiques (ibid., t. X)
- Recherches sur la force élastique de la vapeur d’eau (ibid., t. X)
- Rapport, del 9 de enero de 1832, con MM. Arago, Prony & Cordier, sobre una Memoria relativa a equipos de producción de vapor de agua, en la Academia de Ciencias, por el baron Seguier ; Paris, 1832, in-8°

## Reconocimientos
- Es uno de los 72 científicos cuyo nombre figura inscrito en la Torre Eiffel.

## Literatura
- Holleman, A.Fr.; Wiberg, E. Lehrbuch der Anorganischen Chemie, Gruyter 1995
- Näser, Karl-Heinz. Physikalische Chemie, Leipzig, 1986
- Fox, Robert. The Background to the Discovery of Dulong and Petit's Law. The British Journal for the History of Science (1968), 4: 1-22